# Муса Біліті
Муса Хассан А. Біліті (англ. Musa Hassan A. Bility, 6 квітня 1967, Сальспі) — колишній ліберійський футболіст, після завершення ігрової кар'єри — футбольний функціонер, президент футбольної асоціації Ліберії.

## Біографія
Народився 6 квітня 1967 в містечку Сальспі, графство Німба. Виступав зп футбольний клуб «Ватанга». 
20 березня 2010 року став президентом футбольної асоціації Ліберії.
26 жовтня 2015 року Біліті висунув свою кандидатуру на наступні вибори президента ФІФА у лютому 2016 року Проте Конфедерація африканського футболу відмовилася підтримати Біліті у своєму прагненні стати президентом ФІФА.. 12 листопада 2015 року ФІФА виключила Мусу з президентської гонки після невдалої перевірки.